# KNVB Beker 2021/22 (vrouwen)
De 42e editie van de KNVB Beker voor vrouwen ging op 1 september 2021 van start met de groepsfase en eindigde op maandag 18 april 2022 met de finale. In de achtste finale stroomden de Eredivisie-teams in en begon tevens de knock-outfase. Titelverdediger PSV, dat vorig seizoen ADO Den Haag wist te verslaan met 1–0, bereikte ook dit jaar de finale. Uitdager Ajax, won de finale met 2–1 en mocht zicht voor de vijfde keer bekerkampioen noemen.

## Landelijke beker
Opzet
Deze editie van de KNVB Beker voor vrouwen begon met de groepsfase van tweeëntwintig poules. Vanaf de tweede ronde volgde de knock-outfase.

### Deelnemers
Er nemen dit seizoen 91 teams deel. Negen clubs uit de Eredivisie (niveau 1) en 82 amateurteams uit de landelijke competities in de Topklasse (2), Hoofdklasse (3) en Eerste klasse (4).
| N | Competitie            | Clubs                      | Clubs                | Clubs                   | Clubs              |
| - | --------------------- | -------------------------- | -------------------- | ----------------------- | ------------------ |
| 1 | Eredivisie            | ADO Den Haag               | Ajax                 | VV Alkmaar              | Excelsior          |
| 1 | Eredivisie            | Feyenoord                  | sc Heerenveen        | PSV                     | PEC Zwolle         |
| 1 | Eredivisie            | FC Twente                  |                      |                         |                    |
| 2 | Topklasse             | Be Quick '28               | RKVV DSS             | DTS Ede                 | VV Eldenia         |
| 2 | Topklasse             | FC Eindhoven AV            | FC Rijnvogels        | RVVH                    | SV Saestum         |
| 2 | Topklasse             | Vv SSS                     | Ter Leede            | ASV Wartburgia          | SC Woezik          |
| 3 | Hoofdklasse zaterdag  | ACV                        | BVV Barendrecht      | VV Berkum               | Heerenveense Boys  |
| 3 | Hoofdklasse zaterdag  | Oranje Nassau Groningen    | RCL                  | VV Reiger Boys          | SV Saestum II      |
| 3 | Hoofdklasse zaterdag  | SC Stiens                  | Sparta Rotterdam     | GSVV The Knickerbockers | ASV Wartburgia II  |
| 3 | Hoofdklasse zondag    | VV Bavel                   | FC Berghuizen        | SC Buitenveldert        | VV DSE             |
| 3 | Hoofdklasse zondag    | FC Eindhoven AV II         | Fortuna '54          | VV Nooit Gedacht        | RKSV Nuenen        |
| 3 | Hoofdklasse zondag    | ST SV Someren/NWC          | Vv Trekvogels        | VV Witkampers           | SC 't Zand         |
| 4 | Eerste klasse Groep A | CVV Berkel                 | VV Blauw Geel '55    | CSW                     | SC 't Gooi         |
| 4 | Eerste klasse Groep A | USV Hercules               | IJFC                 | VV IJzendijke           | RVVH II            |
| 4 | Eerste klasse Groep A | Sporting '70               | Vv SSS II            | Ter Leede II            |                    |
| 4 | Eerste klasse Groep B | AZSV                       | Be Quick '28 II      | VV de Weide             | DZC '68            |
| 4 | Eerste klasse Groep B | SV Epe                     | VV Helpman           | HZVV                    | SC Klarenbeek      |
| 4 | Eerste klasse Groep B | Oranje Nassau Groningen II | VV Sint Annaparochie | VV Vitesse '63          | VV Winsum          |
| 4 | Eerste klasse Groep C | Antibarbari                | SC Buitenveldert II  | RKSV De Tukkers         | VV Hoogland        |
| 4 | Eerste klasse Groep C | Vv Rigtersbleek            | RKDEO                | SDO                     | VV SEP             |
| 4 | Eerste klasse Groep C | RKVV Velsen                | Victoria Boys        | VV Winkel               |                    |
| 4 | Eerste klasse Groep D | RKSV Bekkerveld            | VV Eldenia II        | VV Hontenisse           | HVCH               |
| 4 | Eerste klasse Groep D | NSVV FC Kunde              | SV Orion             | OVV '67                 | RKSV Prinses Irene |
| 4 | Eerste klasse Groep D | RKSV Nuenen II             | SSS'18               | UDI '19                 | VDZ                |

Legenda
| Kleur | Resultaat                           |
| ----- | ----------------------------------- |
|       | Winnaar                             |
|       | Verliezend finalist                 |
|       | Uitgeschakeld in de halve finales   |
|       | Uitgeschakeld in de kwartfinales    |
|       | Uitgeschakeld in de achtste finales |
|       | Uitgeschakeld in de 4e ronde        |
|       | Uitgeschakeld in de 3e ronde        |
|       | Uitgeschakeld in de 2e ronde        |
|       | Uitgeschakeld in de groepsfase      |
|       | Teruggetrokken uit het toernooi     |
|       | Geen deelname                       |

### Speeldata
| Ronde             | Speeldata                           |
| Groepsfase        | Groepsfase                          |
| ----------------- | ----------------------------------- |
| Speeldag 1        | 4, 5 en 6 september 2021            |
| Speeldag 2        | 11 en 12 september 2021             |
| Speeldag 3        | 18 en 19 september 2021             |
| Knock-out systeem |                                     |
| 2e ronde          | 23 en 24 oktober en 9 november 2021 |
| 3e ronde          | 13 en 14 november 2021              |
| 4e ronde          | 4 december 2021                     |
| Achtste finales   | 29 & 30 jan / 19 feb 2022           |
| Kwartfinales      | 25 februari / 8 & 9 maart 2022      |
| Halve finales     | april 2022                          |
| Finale            | 4 juni 2022                         |

## Wedstrijden

### Kwalificatieronde

#### Groepsfase
Legenda
| # | Reden                                        |
| - | -------------------------------------------- |
|   | Heeft zich geplaatst voor de volgende ronde. |

Groep 1
| # | Club         | Wedstrijden | Wedstrijden | Wedstrijden | Wedstrijden | Doelpunten | Doelpunten | Doelpunten | Punten |
| - | ------------ | ----------- | ----------- | ----------- | ----------- | ---------- | ---------- | ---------- | ------ |
| # | Club         | G           | W           | G           | V           | V          | T          | Saldo      | Punten |
| 1 | SV Saestum   | 3           | 3           | 0           | 0           | 21         | 0          | +21        | 9      |
| 2 | IJFC         | 3           | 1           | 0           | 2           | 1          | 3          | −2         | 3      |
| 3 | USV Hercules | 3           | 1           | 0           | 2           | 3          | 12         | −9         | 3      |
| 4 | Sporting '70 | 3           | 1           | 0           | 2           | 3          | 13         | −10        | 3      |

Groep 2
| # | Club           | Wedstrijden | Wedstrijden | Wedstrijden | Wedstrijden | Doelpunten | Doelpunten | Doelpunten | Punten |
| - | -------------- | ----------- | ----------- | ----------- | ----------- | ---------- | ---------- | ---------- | ------ |
| # | Club           | G           | W           | G           | V           | V          | T          | Saldo      | Punten |
| 1 | Ter Leede      | 3           | 3           | 0           | 0           | 19         | 2          | 17         | 9      |
| 2 | CVV Berkel     | 3           | 2           | 0           | 1           | 7          | 9          | −2         | 6      |
| 3 | VV Reiger Boys | 3           | 1           | 0           | 2           | 8          | 14         | −6         | 3      |
| 4 | CSW            | 3           | 0           | 0           | 3           | 5          | 14         | −9         | 0      |

Groep 3
| # | Club       | Wedstrijden | Wedstrijden | Wedstrijden | Wedstrijden | Doelpunten | Doelpunten | Doelpunten | Punten |
| - | ---------- | ----------- | ----------- | ----------- | ----------- | ---------- | ---------- | ---------- | ------ |
| # | Club       | G           | W           | G           | V           | V          | T          | Saldo      | Punten |
| 1 | VV Eldenia | 3           | 3           | 0           | 0           | 13         | 3          | 10         | 9      |
| 2 | AZSV       | 3           | 2           | 0           | 1           | 4          | 4          | 0          | 6      |
| 3 | SC Woezik  | 3           | 1           | 0           | 2           | 5          | 8          | −3         | 3      |
| 4 | DZC '68    | 3           | 0           | 0           | 3           | 0          | 7          | −7         | 0      |

Groep 4
| # | Club            | Wedstrijden | Wedstrijden | Wedstrijden | Wedstrijden | Doelpunten | Doelpunten | Doelpunten | Punten |
| - | --------------- | ----------- | ----------- | ----------- | ----------- | ---------- | ---------- | ---------- | ------ |
| # | Club            | G           | W           | G           | V           | V          | T          | Saldo      | Punten |
| 1 | ASV Wartburgia  | 2           | 2           | 0           | 0           | 7          | 2          | 5          | 6      |
| 2 | FC Eindhoven AV | 2           | 0           | 1           | 1           | 2          | 3          | −1         | 1      |
| 3 | SV Saestum II   | 2           | 0           | 1           | 1           | 0          | 4          | −4         | 1      |

Groep 5
| # | Club                    | Wedstrijden | Wedstrijden | Wedstrijden | Wedstrijden | Doelpunten | Doelpunten | Doelpunten | Punten |
| - | ----------------------- | ----------- | ----------- | ----------- | ----------- | ---------- | ---------- | ---------- | ------ |
| # | Club                    | G           | W           | G           | V           | V          | T          | Saldo      | Punten |
| 1 | Oranje Nassau Groningen | 3           | 3           | 0           | 0           | 17         | 2          | 15         | 9      |
| 2 | SC Stiens               | 3           | 2           | 0           | 1           | 7          | 5          | 2          | 6      |
| 3 | Heerenveense Boys       | 3           | 0           | 1           | 2           | 2          | 8          | −6         | 1      |
| 4 | VV Sint Annaparochie    | 3           | 0           | 1           | 2           | 4          | 15         | −11        | 1      |

Groep 6
| # | Club              | Wedstrijden | Wedstrijden | Wedstrijden | Wedstrijden | Doelpunten | Doelpunten | Doelpunten | Punten |
| - | ----------------- | ----------- | ----------- | ----------- | ----------- | ---------- | ---------- | ---------- | ------ |
| # | Club              | G           | W           | G           | V           | V          | T          | Saldo      | Punten |
| 1 | DTS Ede           | 3           | 3           | 0           | 0           | 20         | 2          | 18         | 9      |
| 2 | Be Quick '28 II   | 3           | 2           | 0           | 1           | 12         | 7          | 5          | 6      |
| 3 | SC 't Gooi        | 3           | 1           | 0           | 2           | 8          | 10         | −2         | 3      |
| 4 | VV Blauw Geel '55 | 3           | 0           | 0           | 3           | 2          | 23         | −21        | 0      |

Groep 7
| # | Club                       | Wedstrijden | Wedstrijden | Wedstrijden | Wedstrijden | Doelpunten | Doelpunten | Doelpunten | Punten |
| - | -------------------------- | ----------- | ----------- | ----------- | ----------- | ---------- | ---------- | ---------- | ------ |
| # | Club                       | G           | W           | G           | V           | V          | T          | Saldo      | Punten |
| 1 | GSVV The Knickerbockers    | 3           | 3           | 0           | 0           | 21         | 4          | 17         | 9      |
| 2 | Oranje Nassau Groningen II | 3           | 2           | 0           | 1           | 6          | 9          | −3         | 6      |
| 3 | VV Winsum                  | 3           | 1           | 0           | 2           | 6          | 8          | −2         | 3      |
| 4 | VV Helpman                 | 3           | 0           | 0           | 3           | 2          | 14         | −12        | 0      |

Groep 8
| # | Club             | Wedstrijden | Wedstrijden | Wedstrijden | Wedstrijden | Doelpunten | Doelpunten | Doelpunten | Punten |
| - | ---------------- | ----------- | ----------- | ----------- | ----------- | ---------- | ---------- | ---------- | ------ |
| # | Club             | G           | W           | G           | V           | V          | T          | Saldo      | Punten |
| 1 | Vv SSS           | 3           | 3           | 0           | 0           | 6          | 1          | 5          | 9      |
| 2 | RVVH             | 3           | 2           | 0           | 1           | 5          | 3          | 2          | 6      |
| 3 | Sparta Rotterdam | 3           | 1           | 0           | 2           | 3          | 5          | −2         | 3      |
| 4 | RCL              | 3           | 0           | 0           | 3           | 2          | 7          | −5         | 0      |

Groep 9
| # | Club          | Wedstrijden | Wedstrijden | Wedstrijden | Wedstrijden | Doelpunten | Doelpunten | Doelpunten | Punten |
| - | ------------- | ----------- | ----------- | ----------- | ----------- | ---------- | ---------- | ---------- | ------ |
| # | Club          | G           | W           | G           | V           | V          | T          | Saldo      | Punten |
| 1 | Be Quick '28  | 3           | 3           | 0           | 0           | 14         | 5          | 9          | 9      |
| 2 | SC Klarenbeek | 3           | 2           | 0           | 1           | 15         | 5          | 10         | 6      |
| 3 | VV Berkum     | 3           | 1           | 0           | 2           | 5          | 10         | −5         | 3      |
| 4 | SV Epe        | 3           | 0           | 0           | 3           | 6          | 20         | −14        | 0      |

Groep 10
| # | Club              | Wedstrijden | Wedstrijden | Wedstrijden | Wedstrijden | Doelpunten | Doelpunten | Doelpunten | Punten |
| - | ----------------- | ----------- | ----------- | ----------- | ----------- | ---------- | ---------- | ---------- | ------ |
| # | Club              | G           | W           | G           | V           | V          | T          | Saldo      | Punten |
| 1 | FC Rijnvogels     | 3           | 2           | 1           | 0           | 13         | 1          | 12         | 7      |
| 2 | RKVV DSS          | 3           | 2           | 1           | 0           | 4          | 2          | 2          | 7      |
| 3 | ASV Wartburgia II | 3           | 1           | 0           | 2           | 5          | 9          | −4         | 3      |
| 4 | Ter Leede II      | 3           | 0           | 0           | 3           | 1          | 11         | −10        | 0      |

Groep 11
| # | Club            | Wedstrijden | Wedstrijden | Wedstrijden | Wedstrijden | Doelpunten | Doelpunten | Doelpunten | Punten |
| - | --------------- | ----------- | ----------- | ----------- | ----------- | ---------- | ---------- | ---------- | ------ |
| # | Club            | G           | W           | G           | V           | V          | T          | Saldo      | Punten |
| 1 | BVV Barendrecht | 3           | 3           | 0           | 0           | 13         | 2          | 11         | 9      |
| 2 | VV IJzendijke   | 3           | 2           | 0           | 1           | 8          | 6          | 2          | 6      |
| 3 | RVVH II         | 3           | 0           | 1           | 2           | 2          | 7          | −5         | 1      |
| 4 | Vv SSS II       | 3           | 0           | 1           | 2           | 2          | 10         | −8         | 1      |

Groep 12
| # | Club           | Wedstrijden | Wedstrijden | Wedstrijden | Wedstrijden | Doelpunten | Doelpunten | Doelpunten | Punten |
| - | -------------- | ----------- | ----------- | ----------- | ----------- | ---------- | ---------- | ---------- | ------ |
| # | Club           | G           | W           | G           | V           | V          | T          | Saldo      | Punten |
| 1 | ACV            | 3           | 3           | 0           | 0           | 18         | 2          | 16         | 9      |
| 2 | VV Vitesse '63 | 3           | 1           | 1           | 1           | 5          | 8          | −3         | 4      |
| 3 | HZVV           | 3           | 0           | 2           | 1           | 3          | 8          | −5         | 2      |
| 4 | VV de Weide    | 3           | 0           | 1           | 2           | 7          | 15         | −8         | 1      |

Groep 13
| # | Club             | Wedstrijden | Wedstrijden | Wedstrijden | Wedstrijden | Doelpunten | Doelpunten | Doelpunten | Punten |
| - | ---------------- | ----------- | ----------- | ----------- | ----------- | ---------- | ---------- | ---------- | ------ |
| # | Club             | G           | W           | G           | V           | V          | T          | Saldo      | Punten |
| 1 | SC Buitenveldert | 3           | 2           | 1           | 0           | 14         | 6          | 8          | 7      |
| 2 | Victoria Boys    | 3           | 2           | 0           | 1           | 10         | 6          | 4          | 6      |
| 3 | VV Hoogland      | 3           | 1           | 1           | 1           | 6          | 9          | −3         | 4      |
| 4 | SDO              | 3           | 0           | 0           | 3           | 3          | 12         | −9         | 0      |

Groep 14
| # | Club          | Wedstrijden | Wedstrijden | Wedstrijden | Wedstrijden | Doelpunten | Doelpunten | Doelpunten | Punten |
| - | ------------- | ----------- | ----------- | ----------- | ----------- | ---------- | ---------- | ---------- | ------ |
| # | Club          | G           | W           | G           | V           | V          | T          | Saldo      | Punten |
| 1 | VV DSE        | 3           | 3           | 0           | 0           | 20         | 3          | 17         | 9      |
| 2 | VV Bavel      | 3           | 2           | 0           | 1           | 7          | 9          | −2         | 6      |
| 3 | OVV '67       | 3           | 1           | 0           | 2           | 6          | 10         | −4         | 3      |
| 4 | VV Hontenisse | 3           | 0           | 0           | 3           | 3          | 14         | −11        | 0      |

Groep 15
| # | Club          | Wedstrijden | Wedstrijden | Wedstrijden | Wedstrijden | Doelpunten | Doelpunten | Doelpunten | Punten |
| - | ------------- | ----------- | ----------- | ----------- | ----------- | ---------- | ---------- | ---------- | ------ |
| # | Club          | G           | W           | G           | V           | V          | T          | Saldo      | Punten |
| 1 | Vv Trekvogels | 2           | 2           | 0           | 0           | 6          | 3          | 3          | 6      |
| 2 | SV Orion      | 2           | 1           | 0           | 1           | 8          | 3          | 5          | 3      |
| 3 | VV Eldenia II | 2           | 0           | 0           | 2           | 2          | 10         | −8         | 0      |

Groep 16
| # | Club                | Wedstrijden | Wedstrijden | Wedstrijden | Wedstrijden | Doelpunten | Doelpunten | Doelpunten | Punten |
| - | ------------------- | ----------- | ----------- | ----------- | ----------- | ---------- | ---------- | ---------- | ------ |
| # | Club                | G           | W           | G           | V           | V          | T          | Saldo      | Punten |
| 1 | RKVV Velsen         | 2           | 2           | 0           | 0           | 5          | 0          | 5          | 6      |
| 2 | VV Winkel           | 2           | 1           | 0           | 1           | 5          | 1          | 4          | 3      |
| 3 | SC Buitenveldert II | 2           | 0           | 0           | 2           | 0          | 9          | −9         | 0      |

Groep 17
| # | Club            | Wedstrijden   | Wedstrijden   | Wedstrijden   | Wedstrijden   | Doelpunten    | Doelpunten    | Doelpunten    | Punten        |
| - | --------------- | ------------- | ------------- | ------------- | ------------- | ------------- | ------------- | ------------- | ------------- |
| # | Club            | G             | W             | G             | V             | V             | T             | Saldo         | Punten        |
| 1 | FC Berghuizen   | 2             | 1             | 1             | 0             | 4             | 2             | 3             | 4             |
| 2 | VV Witkampers   | 2             | 1             | 1             | 0             | 5             | 4             | 1             | 4             |
| 3 | RKSV De Tukkers | 2             | 0             | 0             | 2             | 2             | 5             | −3            | 0             |
| 4 | Vv Rigtersbleek | Teruggtrokken | Teruggtrokken | Teruggtrokken | Teruggtrokken | Teruggtrokken | Teruggtrokken | Teruggtrokken | Teruggtrokken |

Groep 18
| # | Club              | Wedstrijden | Wedstrijden | Wedstrijden | Wedstrijden | Doelpunten | Doelpunten | Doelpunten | Punten |
| - | ----------------- | ----------- | ----------- | ----------- | ----------- | ---------- | ---------- | ---------- | ------ |
| # | Club              | G           | W           | G           | V           | V          | T          | Saldo      | Punten |
| 1 | RKSV Bekkerveld   | 3           | 2           | 1           | 0           | 11         | 6          | 5          | 9      |
| 2 | Fortuna '54       | 3           | 0           | 3           | 0           | 7          | 7          | 0          | 3      |
| 3 | RKSV Nuenen       | 3           | 0           | 2           | 1           | 4          | 6          | −2         | 2      |
| 4 | ST SV Someren/NWC | 3           | 0           | 2           | 1           | 5          | 8          | −3         | 2      |

Groep 19
| # | Club             | Wedstrijden | Wedstrijden | Wedstrijden | Wedstrijden | Doelpunten | Doelpunten | Doelpunten | Punten |
| - | ---------------- | ----------- | ----------- | ----------- | ----------- | ---------- | ---------- | ---------- | ------ |
| # | Club             | G           | W           | G           | V           | V          | T          | Saldo      | Punten |
| 1 | SC 't Zand       | 3           | 2           | 1           | 0           | 13         | 3          | 10         | 7      |
| 2 | VV Nooit Gedacht | 3           | 2           | 1           | 0           | 9          | 2          | 7          | 7      |
| 3 | HVCH             | 3           | 0           | 1           | 2           | 2          | 8          | −6         | 1      |
| 4 | NSVV FC Kunde    | 3           | 0           | 1           | 2           | 3          | 14         | −11        | 1      |

Groep 20
| # | Club               | Wedstrijden | Wedstrijden | Wedstrijden | Wedstrijden | Doelpunten | Doelpunten | Doelpunten | Punten |
| - | ------------------ | ----------- | ----------- | ----------- | ----------- | ---------- | ---------- | ---------- | ------ |
| # | Club               | G           | W           | G           | V           | V          | T          | Saldo      | Punten |
| 1 | FC Eindhoven AV II | 3           | 3           | 0           | 0           | 14         | 3          | 11         | 9      |
| 2 | UDI '19            | 3           | 2           | 0           | 1           | 12         | 3          | 9          | 6      |
| 3 | RKSV Prinses Irene | 3           | 1           | 0           | 2           | 4          | 12         | −8         | 3      |
| 4 | RKSV Nuenen II     | 3           | 0           | 0           | 3           | 1          | 13         | −12        | 0      |

Groep 21
| # | Club        | Wedstrijden    | Wedstrijden    | Wedstrijden    | Wedstrijden    | Doelpunten     | Doelpunten     | Doelpunten     | Punten         |
| - | ----------- | -------------- | -------------- | -------------- | -------------- | -------------- | -------------- | -------------- | -------------- |
| # | Club        | G              | W              | G              | V              | V              | T              | Saldo          | Punten         |
| 1 | Antibarbari | 1              | 1              | 0              | 0              | 5              | 2              | 3              | 3              |
| 2 | RKDEO       | 1              | 0              | 0              | 1              | 2              | 5              | −3             | 0              |
| 3 | VV SEP      | Teruggetrokken | Teruggetrokken | Teruggetrokken | Teruggetrokken | Teruggetrokken | Teruggetrokken | Teruggetrokken | Teruggetrokken |

### Hoofdtoernooi

#### Tweede ronde
De wedstrijden van de winnaars en nummers twee van de groepsfase waren gepland voor 23 en 24 oktober. IJFC en FC Eindhoven AV II speelden op 9 november een inhaalwedstrijd.
| Datum      | Team                        | Uitslag         | Team                           |
| ---------- | --------------------------- | --------------- | ------------------------------ |
| 23 oktober | ASV Wartburgia (2)          | 1 – 0           | AZSV (4)                       |
| 23 oktober | Ter Leede (2)               | 3 – 0           | VV IJzendijke (4)              |
| 23 oktober | RVVH (2)                    | 0 – 4           | SV Saestum (2)                 |
| 23 oktober | FC Rijnvogels (2)           | 3 – 1           | SC Klarenbeek (4)              |
| 23 oktober | Oranje Nassau Groningen (3) | 1 – 2           | RKVV DSS (2)                   |
| 23 oktober | BVV Barendrecht (3)         | 3 – 3 wns       | VV Nooit Gedacht (3)           |
| 23 oktober | ACV (3)                     | 1 – 1 wns (5–4) | SV Orion (4)                   |
| 23 oktober | VV Vitesse '63 (4)          | 1 – 0           | VV DSE (3)                     |
| 23 oktober | RKVV Velsen (4)             | 3 – 2           | Oranje Nassau Groningen II (4) |
| 23 oktober | Vv SSS (2)                  | w.o.            | VV Winkel (4)                  |
| 23 oktober | RKDEO (4)                   | 0 – 7           | Be Quick '28 (2)               |
| 23 oktober | VV Bavel (3)                | 2 – 1           | GSVV The Knickerbockers (3)    |
| 23 oktober | VV Witkampers (3)           | 1 – 3           | VV Eldenia (2)                 |
| 23 oktober | Be Quick '28 II (4)         | 4 – 1           | SC 't Zand (3)                 |
| 23 oktober | Vv Trekvogels (3)           | 2 – 0           | CVV Berkel (4)                 |
| 23 oktober | DTS Ede (2)                 | 1 – 0           | FC Eindhoven AV (2)            |
| 23 oktober | SC Stiens (3)               | w.o.            | FC Berghuizen (3)              |
| 24 oktober | RKSV Bekkerveld (4)         | 7 – 2           | Victoria Boys (4)              |
| 24 oktober | SC Buitenveldert (3)        | w.o.            | UDI '19 (4)                    |
| 24 oktober | Antibarbari (4)             | 2 – 4           | Fortuna '54 (3)                |
| 9 november | IJFC (4)                    | 2 – 1           | FC Eindhoven AV II (3)         |

#### Derde ronde
De wedstrijden van de winnaars uit de tweede ronde waren gepland voor 13 en 14 november. ACV (3) was vrijgeloot.
| Datum       | Team                 | Uitslag   | Team                 |
| ----------- | -------------------- | --------- | -------------------- |
| 13 november | VV Eldenia (2)       | 3 – 2     | RKSV Bekkerveld (4)  |
| 13 november | Ter Leede (2)        | 2 – 2 wns | SV Saestum (2)       |
| 13 november | FC Rijnvogels (2)    | 0 – 2     | DTS Ede (2)          |
| 13 november | Vv SSS (2)           | 0 – 2     | IJFC (4)             |
| 13 november | Be Quick '28 (2)     | 2 – 2 wns | Be Quick '28 II (4)  |
| 13 november | VV Vitesse '63 (4)   | 0 – 4     | ASV Wartburgia (2)   |
| 13 november | SC Stiens (3)        | w.o.      | Vv Trekvogels (3)    |
| 13 november | RKVV DSS (2)         | 7 – 1     | RKVV Velsen (4)      |
| 14 november | VV Nooit Gedacht (3) | 2 – 5     | VV Bavel (3)         |
| 14 november | Fortuna '54 (3)      | 2 – 2 wns | SC Buitenveldert (3) |

#### Vierde ronde
De wedstrijden van de winnaars uit de derde ronde waren gepland voor 4 december, twee wedstrijden werd uitgesteld tot januari 2022. DSS (2), SV Saestum (2) en IJFC (4) waren vrijgeloot.
| Datum      | Team                 | Uitslag | Team               |
| ---------- | -------------------- | ------- | ------------------ |
| 4 december | DTS Ede (2)          | 2 – 1   | ACV (3)            |
| 4 december | SC Buitenveldert (3) | 0 – 5   | Be Quick '28 (2)   |
| 16 januari | VV Bavel (3)         | 1 – 0   | VV Eldenia (2)     |
| 22 januari | SC Stiens (3)        | 0 – 6   | ASV Wartburgia (2) |

#### Achtste finales
|                       |                |                                           |                  |                                                      |
| 29 januari 2022 13.00 | SV Saestum (2) | 0 – 2                                     | ADO Den Haag (1) | Sportpark Noordweg, Zeist Scheidsrechter: R. Wassink |
| 29 januari 2022 13.00 |                | 14' Liz Rijsbergen 38' Jaimy Ravensbergen |                  | Sportpark Noordweg, Zeist Scheidsrechter: R. Wassink |

|                       |                                 |       |                                                                       |                                                           |
| 29 januari 2022 14.30 | ASV Wartburgia (2)              | 0 – 6 | FC Twente (1)                                                         | Sportpark Drieburg, Amsterdam Scheidsrechter: P. de Waard |
| 29 januari 2022 14.30 | Chevarie Wallerlie 90+5' (pen.) |       | 7', 12', 56' Fenna Kalma 14', 67' Anna-Lena Stolze 27' Ella Peddemors | Sportpark Drieburg, Amsterdam Scheidsrechter: P. de Waard |

|                       |                             |       |                                                                 |                                                          |
| 29 januari 2022 14.30 | DSS (2)                     | 2 – 3 | Feyenoord (1)                                                   | Pim Muliersportpark, Haarlem Scheidsrechter: M. Stuurman |
| 29 januari 2022 14.30 | Geneviève Maartens 25', 89' |       | 16' Kim Hendriks 45+2' Robine de Ridder 64' Romeé van de Lavoir | Pim Muliersportpark, Haarlem Scheidsrechter: M. Stuurman |

|                       |          | |         |                                                               |
| 29 januari 2022 14.30 | IJFC (4) | 0 – 6 | PSV (1) | Sportpark Groenvliet, IJsselstein Scheidsrechter: J. Barrales |
| 29 januari 2022 14.30 |          | 10', 28' Desiree van Lunteren 27' Senna Koeleman 62' Jeslynn Kuijpers 69' Maruschka Waldus 86' (e.d.) Esmee Westland |         | Sportpark Groenvliet, IJsselstein Scheidsrechter: J. Barrales |

|                       |                  | |                |                                                        |
| 29 januari 2022 14.30 | Be Quick '28 (2) | 0 – 7                                                                                              | PEC Zwolle (1) | Sportpark Be Quick '28, Zwolle Scheidsrechter: S. Smit |
| 29 januari 2022 14.30 |                  | 8' Marushka van Olst 20', 60' Loyce Speelman 37' Leonie Vliek 55' Licia Darnoud 84' Moïsa van Koot |                | Sportpark Be Quick '28, Zwolle Scheidsrechter: S. Smit |

|                       |             | |          |                                                    |
| 29 januari 2022 17.00 | DTS Ede (2) | 0 – 7                                                                                                  | Ajax (1) | Sportpark Inschoten, Ede Scheidsrechter: W. O'Niel |
| 29 januari 2022 17.00 |             | 17' Victoria Pelova 37', 42' Chasity Grant 41' Romée Leuchter 44' Nadine Noordam 55', 84' Nikita Tromp |          | Sportpark Inschoten, Ede Scheidsrechter: W. O'Niel |

|                       |                     |       |                                                                    |                                                              |
| 30 januari 2022 14.30 | VV Bavel (3)        | 1 – 4 | Excelsior (1)                                                      | Sportpark De Roosberg, Bavel Scheidsrechter: C. van Rijswijk |
| 30 januari 2022 14.30 | Daisy Stoffelen 86' |       | 2', 30' Daniëlle Noordermeer 13' Nikki Ridder 81' (e.d.) Isa Zomer | Sportpark De Roosberg, Bavel Scheidsrechter: C. van Rijswijk |

|                        |                                                                              |                           | |                                               |
| 19 februari 2022 19.00 | VV Alkmaar (1)                                                               | 5 – 6 (0 – 0, 3 – 3) n.v. | sc Heerenveen (1)                                                                                   | Robonsbosweg, Alkmaar Scheidsrechter: R. Punt |
| 19 februari 2022 19.00 | Sanne Koopman 1', 89' (pen.), 92' Alieke Tuin 45' Zoï van de Ven 119' (e.d.) |                           | 4' Nikée van Dijk 68' (pen.) Zoï van de Ven 83' Nina Nijstad 100' Elze Huls 104', 106' Chimera Ripa | Robonsbosweg, Alkmaar Scheidsrechter: R. Punt |

#### Kwartfinales
|                        |                |       |                                                             |                                                            |
| 25 februari 2022 19.30 | PEC Zwolle (1) | 1 – 3 | ADO Den Haag (1)                                            | Sportpark Be Quick '28, Zwolle Scheidsrechter: M. Overtoom |
| 25 februari 2022 19.30 | Jeva Walk 17'  |       | 28' Maartje Looijen 72' Liz Rijsbergen 74' Gwyneth Hendriks | Sportpark Be Quick '28, Zwolle Scheidsrechter: M. Overtoom |

|                    |                   |       |                                  |                                                                  |
| 8 maart 2022 19.30 | sc Heerenveen (1) | 1 – 2 | Excelsior (1)                    | Sportcomplex Nieuwehorne, Heerenveen Scheidsrechter: J. Besselen |
| 8 maart 2022 19.30 | Dana Foederer 38' |       | 10' Nikki Ridder 47' Naomi Piqué | Sportcomplex Nieuwehorne, Heerenveen Scheidsrechter: J. Besselen |

|                    |                                                                                    |       |               |                                                   |
| 8 maart 2022 19.30 | PSV (1)                                                                            | 4 – 0 | Feyenoord (1) | De Herdgang, Eindhoven Scheidsrechter: V. Peeters |
| 8 maart 2022 19.30 | Desiree van Lunteren 28' Maruschka Waldus 36' Amalie Thestrup 38' Esmee Brugts 63' |       |               | De Herdgang, Eindhoven Scheidsrechter: V. Peeters |

|                    |                        |       |                                                                                         |                                                         |
| 9 maart 2022 19.30 | FC Twente (1)          | 1 – 5 | Ajax (1)                                                                                | Het Diekman, Enschede Scheidsrechter: S. van der Vrande |
| 9 maart 2022 19.30 | Kayleigh van Dooren 7' |       | 16' (e.d.) Kika van Es 40', 84' Chasity Grant 54' Jonna van de Velde 57' Romée Leuchter | Het Diekman, Enschede Scheidsrechter: S. van der Vrande |

#### Halve finales
|                     |                   |       |               |                                                      |
| 19 maart 2022 19.30 | Ajax (1)          | 1 – 0 | Excelsior (1) | De Toekomst, Amsterdam Scheidsrechter: F. Hoogendijk |
| 19 maart 2022 19.30 | Chasity Grant 52' |       |               | De Toekomst, Amsterdam Scheidsrechter: F. Hoogendijk |

|                     |                                      |                           |                      |                                                 |
| 20 maart 2022 12.15 | PSV (1)                              | 2 – 1 (1 – 0, 1 – 1) n.v. | ADO Den Haag (1)     | De Herdgang, Eindhoven Scheidsrechter: M. Jobse |
| 20 maart 2022 12.15 | Melanie Bross 23' Julie Biesmans 97' |                           | 49' Gwyneth Hendriks | De Herdgang, Eindhoven Scheidsrechter: M. Jobse |

#### Finale
|                                       |                     |                       |                                       |                                                             |
| 18 april 2022 14.30 Finale KNVB Beker | PSV                 | 1 – 2 (0 – 2)         | Ajax                                  | Goffertstadion, Nijmegen Scheidsrechter: Lizzy van der Helm |
| 18 april 2022 14.30 Finale KNVB Beker | Amalie Thestrup 74' | Wedstrijdverslag Ajax | 39' Nadine Noordam 76' Romée Leuchter | Goffertstadion, Nijmegen Scheidsrechter: Lizzy van der Helm |

| PSV | Ajax |

| PSV               |    |                      |     |     |     |
|                   |    |                      |     |     |     |
| DV                | 16 | Lisan Alkemade       |     |     |     |
| LB                | 22 | Anika Rodriguez      |     |     | 89' |
| CV                | 6  | Maruschka Waldus     |     |     |     |
| CV                | 4  | Mandy van den Berg   |     |     | 83' |
| RB                | 5  | Janou Levels         |     |     |     |
| LM                | 24 | Julie Biesmans       |     |     | 46' |
| CM                | 20 | Esmee Brugts         |     |     |     |
| RM                | 10 | Desiree van Lunteren |     |     |     |
| LV                | 7  | Naomi Pattiwael      |     |     | 71' |
| SP                | 9  | Amalie Thestrup      | 74' |     |     |
| RV                | 3  | Melanie Bross        |     |     | 71' |
| Wisselspeelsters: |    |                      |     |     |     |
| DV                | 1  | Sari van Veenendaal  |     |     |     |
| DV                | 12 | Daniëlle de Jong     |     |     |     |
| VD                | 27 | Senna Koeleman       |     |     |     |
| MV                | 8  | Gio Carreras         |     | 54' | 46' |
| MV                | 14 | Laura Strik          |     |     |     |
| MV                | 18 | Caroline Rask        |     |     |     |
| MV                | 30 | Janneke Verheijen    |     |     | 89' |
| AV                | 11 | Nadia Coolen         |     |     | 71' |
| AV                | 15 | Letícia Moreno       |     |     | 83' |
| AV                | 19 | Jeslynn Kuijpers     |     |     | 71' |
| Coach:            |    |                      |     |     |     |
| Rick de Rooij     |    |                      |     |     |     |

| Ajax              |    |                        |     |       |     |
|                   |    |                        |     |       |     |
| DV                | 28 | Regina van Eijk        |     |       |     |
| LB                | 2  | Liza van der Most      |     |       |     |
| CV                | 3  | Stefanie van der Gragt |     |       |     |
| CV                | 4  | Lisa Doorn             |     | 81'   |     |
| RB                | 32 | Jonna van de Velde     |     |       |     |
| LM                | 10 | Nadine Noordam         | 39' |       |     |
| CM                | 20 | Eshly Bakker           |     |       | 89' |
| RM                | 8  | Sherida Spitse         |     | 30'   |     |
| LV                | 15 | Chasity Grant          |     |       |     |
| SP                | 7  | Romée Leuchter         | 76' | 90+1' |     |
| RV                | 23 | Victoria Pelova        |     |       |     |
| Wisselspeelsters: |    |                        |     |       |     |
| DV                | 1  | Lize Kop               |     |       |     |
| DV                | 16 | Isa Pothof             |     |       |     |
| DV                | 30 | Fiene Bussman          |     |       |     |
| VD                | 17 | Kelly Zeeman           |     |       |     |
| VD                | 18 | Jamie Altelaar         |     |       |     |
| VD                | 21 | Zaina Bouzerrade       |     |       |     |
| VD                | 25 | Kay-lee de Sanders     |     |       |     |
| VD                | 26 | Isa Kardinaal          |     |       |     |
| MV                | 6  | Marthe Munsterman      |     |       |     |
| MV                | 22 | Quinty Sabajo          |     |       |     |
| AV                | 9  | Nikita Tromp           |     |       |     |
| AV                | 19 | Tiny Hoekstra          |     |       | 89' |
| Coach:            |    |                        |     |       |     |
| Danny Schenkel    |    |                        |     |       |     |

| KNVB Beker 2021/22 |
| ------------------ |
| AFC Ajax 5e titel  |

## Statistieken

#### Doelpuntenmaaksters
5 doelpunten
- Chasity Grant (Ajax)

3 doelpunten
- Romée Leuchter (Ajax)
- Sanne Koopman (VV Alkmaar)
- Fenna Kalma (FC Twente)
- Desiree van Lunteren (PSV)

2 doelpunten
- Gwyneth Hendriks (ADO Den Haag)
- Liz Rijsbergen (ADO Den Haag)
- Nadine Noordam (Ajax)
- Nikita Tromp (Ajax)
- Geneviève Maartens (DSS)
- Daniëlle Noordermeer (Excelsior)
- Nikki Ridder (Excelsior)
- Chimera Ripa (sc Heerenveen)
- Loyce Speelman (PEC Zwolle)
- Amalie Thestrup (PSV)
- Anna-Lena Stolze (FC Twente)

1 doelpunt
- Maartje Looijen (ADO Den Haag)
- Jaimy Ravensbergen (ADO Den Haag)
- Victoria Pelova (Ajax)
- Jonna van de Velde (Ajax)
- Alieke Tuin (VV Alkmaar)
- Daisy Stoffelen (Bavel)
- Naomi Piqué (Excelsior)
- Nikée van Dijk (sc Heerenveen)
- Dana Foederer (sc Heerenveen)
- Elze Huls (sc Heerenveen)
- Nina Nijstad (sc Heerenveen)
- Zoï van de Ven (sc Heerenveen)
- Kim Hendriks (Feyenoord)
- Robine de Ridder (Feyenoord)
- Romeé van de Lavoir (Feyenoord)
- Licia Darnoud (PEC Zwolle)
- Moïsa van Koot (PEC Zwolle)
- Marushka van Olst (PEC Zwolle)
- Leonie Vliek (PEC Zwolle)
- Jeva Walk (PEC Zwolle)
- Julie Biesmans (PSV)
- Melanie Bross (PSV)
- Esmee Brugts (PSV)
- Senna Koeleman (PSV)
- Jeslynn Kuijpers (PSV)
- Maruschka Waldus (PSV)
- Kayleigh van Dooren (FC Twente)
- Ella Peddemors (FC Twente)

Eigen doelpunt
- Isa Zomer (Bavel; tegen Excelsior)
- Esmee Westland (IJFC; tegen PSV)
- Zoï van de Ven (sc Heerenveen; tegen VV Alkmaar)
- Kika van Es (FC Twente; tegen Ajax)

### Deelnemers per ronde
Het aantal deelnemers per divisie per ronde is:
| Deelnemerscategorie | Groepsfase | 2e ronde   | 3e ronde  | 4e ronde  | Achtste finale | Kwartfinale | Halve finale | Finale   | Winnaar  |
| ------------------- | ---------- | ---------- | --------- | --------- | -------------- | ----------- | ------------ | -------- | -------- |
| Eredivisie          | 0bye       | 0bye       | 0bye      | 0bye      | 9 (56,25%)     | 8 (100%)    | 4 (100%)     | 2 (100%) | 1 (100%) |
| Topklasse           | 12 (14,6%) | 11 (26,2%) | 9 (42,9%) | 6 (54,5%) | 5 (31,25%)     | –           | –            | –        | –        |
| Hoofdklasse         | 24 (29,3%) | 15 (35,7%) | 7 (33,3%) | 4 (36,4%) | 1 0(6,25%)     | –           | –            | –        | –        |
| Eerste klasse       | 46 (59,1%) | 16 (38,1%) | 5 (23,8%) | 1 0(9,1%) | 1 0(6,25%)     | –           | –            | –        | –        |
| Totaal              | 82         | 42         | 21        | 11        | 16             | 8           | 4            | 2        | 1        |

## Districtsbekers
Aan de Districtsbekers (Groep 2) namen de vrouwenelftallen uit het betreffende district deel die uitkwamen in de Tweede en Derde klassen. (Elftallen uitkomend in de Vierde klassen en lager speelden om de Districtsbekers (Groep 3)).
De eerste ronde werd gespeeld in poulevorm. Elke poule bestond uit vier, maar minimaal drie elftallen, die een halve competitie afwerkten. De poulewinnaars plaatsen zich voor de knock-outfase. Elftallen uitkomend in de Eerste klasse die in de poulefase van de landelijke beker werden uitgeschakeld stroomden in de knock-outfase van hun district in.

Bij gelijkspel in de knock-outfase werd de winnaar bepaald door middel van een strafschoppenserie, met uitzondering van een finale waar in dat geval eerst nog een verlenging zou worden gespeeld.
In juni 2021 werden de maatregelen in verband met de coronacrisis in Nederland zodanig versoepeld dat weer amateurwedstrijden in het voetbal mogelijk waren. De poulefase van de districtsbekers kon daarom normaal doorgang vinden.

Op 26 november maakte het kabinet maatregelen in verband met de nieuwe coronagolf bekend. Als gevolg daarvan werden alle amateurwedstrijden geschrapt vanaf 6 december. In alle districten was de eerste ronde van de knock-outfase gespeeld, in West I en West II ook de tweede ronde, in Zuid II een tussenronde voorafgaand aan de eerste ronde.
Eind januari versoepelde het kabinet de coronamaatregelen weer en mochten er weer amateurwedstrijden worden gespeeld. Op 26 januari besloot de KNVB om de amateurcompetitites weer te hervatten. Het uitspelen van deze competities kregen de prioriteit, daarom werden de districtsbekers definitief stopgezet omdat deze een te grote druk op de nog resterende speeldagen gaven.